# 布拉西奥尚镇
布拉西奥尚镇是葡萄牙布拉干萨区的一个堂区。总面积42.82平方公里，总人口391人，人口密度9.1人/平方公里。